# Paris Saint-Germain Football Club 2019-2020
Questa voce raccoglie le informazioni riguardanti il Paris Saint-Germain Football Club nelle competizioni ufficiali della stagione 2019-2020.

## Stagione

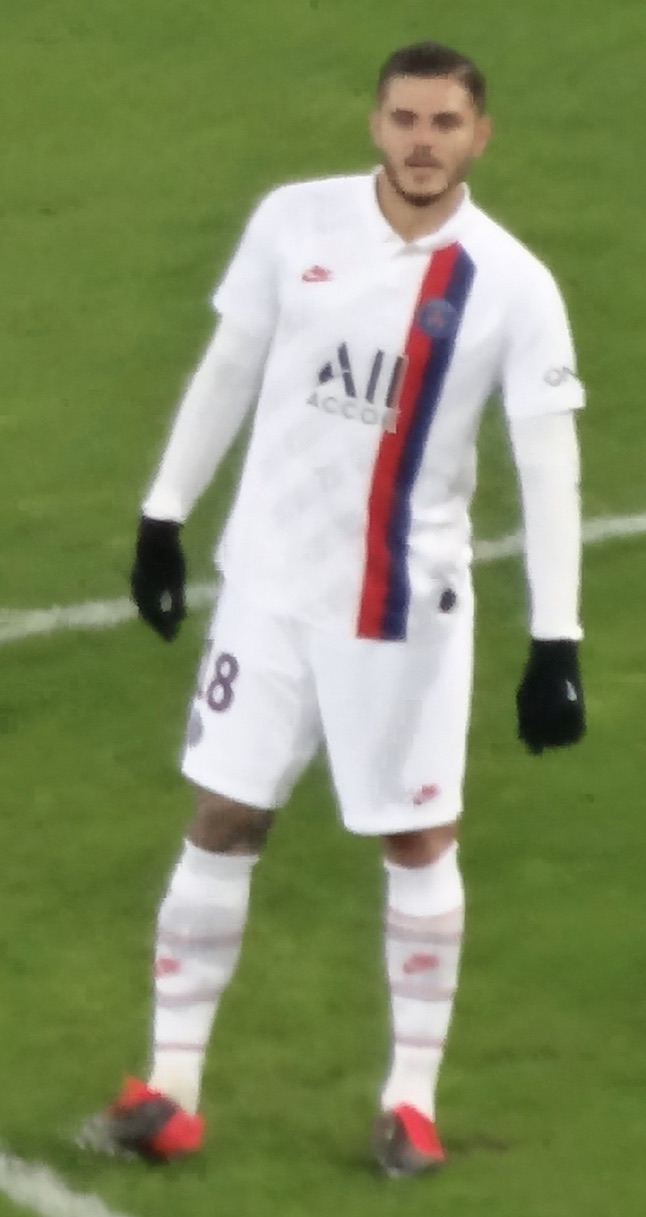
Il neoacquisto Mauro Icardi, 20 gol in stagione con la maglia rouge et bleue

Reduce da un'annata considerata al di sotto delle aspettative e in un contesto ambientale segnato da parecchie frizioni, la proprietà del Paris Saint-Germain decide di risolvere il rapporto contrattuale con il direttore sportivo Antero Henrique e richiamare al suo posto Leonardo, già nello stesso ruolo tra il 2011 e il 2013 agli inizi dell'era qatariota, mentre il tedesco Tuchel viene comunque confermato nel ruolo di allenatore. Le operazioni di mercato vedono l'arrivo della punta Icardi dall'Inter, dei centrocampisti Gueye e Herrera (rispettivamente da Everton e Manchester Utd), dell'esterno Sarabia dal Siviglia, del centrale difensivo Abdou Diallo dal Borussia Dortmund e dei portieri Keylor Navas e Sergio Rico, provenienti da Real Madrid e Siviglia. A lasciare la squadra sono invece entrambi i portieri della passata stagione, Areola e Buffon, con il primo che si accasa in prestito al Real Madrid, mentre il secondo fa il suo ritorno alla Juventus dopo un solo anno tra le file dei parigini. Sempre sul fronte cessioni si hanno le partenze del terzino Dani Alves in direzione San Paolo, dei centrocampisti Nkunku e Rabiot (ceduti rispettivamente a Lipsia e Juventus) e dei giovani attaccanti Diaby e Weah (acquistati da Bayer Leverkusen e Lilla).
Il Paris Saint-Germain apre la stagione con la conquista della Supercoppa di Francia, vinta a Shenzhen contro il Rennes, centrando il nono successo (settimo consecutivo) che lo rende primatista della competizione. In campionato, nonostante le tre sconfitte rimediate in dodici giornate segnino il peggior avvio della presidenza Al-Khelaïfi, vincendo tutte le restanti partite i parigini chiudono il girone d'andata con un abbondante vantaggio sull'Olympique Marsiglia secondo. Il 13 marzo il campionato si ferma a causa della pandemia di COVID-19. Il 30 aprile la LFP decreta l'interruzione del campionato, assegnando al Paris Saint-Germain il titolo. Si tratta della nona vittoria del club parigino che eguaglia il numero di successi dell'Olympique Marsiglia.
In Coppa di Francia il PSG passa in scioltezza il primo turno sconfiggendo per 6-0 il Linas-Montlhéry. Nei sedicesimi i parigini superano di misura il Lorient grazie alla rete di Sarabia per poi, agli ottavi di finale, sconfiggere il Pau per 2-0. Nei quarti il PSG elimina il Digione con un largo 6-1, approdando in semifinale, dove poi annichilisce l'Olympique Lione con un sonoro 5-1 al Groupama Stadium. In finale, posticipata al 24 luglio a causa della pandemia di COVID-19, il PSG sconfigge il Saint-Étienne per 1-0 grazie alla rete di Neymar, conquistando così il trofeo per la tredicesima volta.
Il cammino in Coupe de la Ligue si apre con la vittoria in trasferta contro il Le Mans per 4-1. Nei quarti di finale il PSG elimina il Saint-Étienne con un perentorio 6-1 in casa, per poi sconfiggere agevolmente anche lo Stade Reims in semifinale per 3-0. In finale, posticipata al 31 luglio a causa della pandemia di COVID-19, i parigini hanno la meglio sull'Olympique Lione solamente ai calci di rigore per 6-5 dopo che i tempi supplementari si erano conclusi a reti inviolate, conquistando così il trofeo per la nona volta, la sesta nelle ultime sette stagioni, e realizzando al contempo il quarto treble nazionale (campionato e le due coppe) della storia parigina.
In Champions League il Paris Saint-Germain è inserito nel Gruppo A insieme a Real Madrid, Club Bruges e Galatasaray. Con sedici punti conquistati, frutto di cinque vittorie e un pareggio, i francesi si classificano al primo posto del girone; da segnalarsi la vittoria con gli spagnoli, sconfitti con un netto 3-0 al Parco dei Principi. Negli ottavi di finale il PSG viene sconfitto in trasferta per 2-1 dai tedeschi del Borussia Dortmund, ma riesce comunque a passare il turno dopo aver vinto 2-0 a Parigi. Ai quarti, giocati in gara secca a Lisbona per via della pandemia di COVID-19, le reti di Marquinhos prima e Choupo-Moting poi, arrivate entrambe nei minuti di recupero, ribaltano il risultato contro gli italiani dell'Atalanta, che vengono così sconfitti per 2-1. In semifinale incontrano l'RB Lipsia, vincendo la gara per 3-0, accedendo alla finale dove vengono sconfitti dal Bayern Monaco per 1-0, mancando la conquista del triplete

## Maglie e sponsor
Lo sponsor tecnico per la stagione 2019-2020 è Nike, mentre lo sponsor ufficiale è Accor con il proprio programma fedeltà Accor Live Limitless. La prima maglia registra il ritorno del palo biancorosso su sfondo blu, per un design più vicino a quello tradizionale ideato da Daniel Hechter. La seconda maglia, marchiata Air Jordan, è rossa con inserti neri. La terza è bianca con una banda verticale rossoblu sul lato destro. La quarta, marchiata anche questa Air Jordan, è nera con un palo tricolore (blu, bianco, rosso). Nella 2ª e nella 4ª giornata di Ligue 1 è stata utilizzata la divisa da trasferta della stagione precedente.
| Casa | Trasferta | Trasferta (2ª e 4ª Ligue 1) | Terza | Quarta |

## Organigramma societario
Area direttiva
- Presidente: Nasser Al-Khelaïfi
- Direttore generale: Jean-Claude Blanc
- Direttore generale amministrazione e finanze: Philippe Boindrieux
- Direttore generale attività commerciali: Frédéric Longuepee

Area organizzativa
- Segretario generale: Benoît Rousseau
- Direttore della biglietteria: Nicolas Arndt
- Direttore della sicurezza: Jean-Philippe D'Hallivillée

Area comunicazione
- Direttore relazioni esterne: Guillaume Le Roy
- Protocollo e relazioni pubbliche: Katia Krekowiak
- Ufficio stampa: Yann Guerin

Area marketing
- Direttore marketing: Michel Mimran

Area tecnica
- Direttore sportivo: Leonardo
- Direttore centro di formazione: Bertrand Reuzeau
- Allenatore: Thomas Tuchel
- Allenatore in seconda: Arno Michels
- Collaboratori tecnici: Zoumana Camara, Zsolt Lőw
- Preparatori atletici: Simon Colinet, Denis Lefebve, Nicolas Mayer, Rainer Schrey
- Analisti video: Julien Roger, Benjamin Weber
- Analisti performance: Martin Buchheit, Ben Simpson, Mathieu Lacome
- Preparatore dei portieri: carica vacante

Area sanitaria
- Responsabile: Eric Rolland
- Medico sociale: Laurent Aumont
- Massaggiatori: Jérôme Andral, Bruno Le Natur, Gaël Pasquer, Cyril Praud
- Osteopata: Joffrey Martin

## Rosa
| N. |                       | Ruolo | Calciatore                 |
| -- | --------------------- | ----- | -------------------------- |
| 1  | Germania (bandiera)   | P     | Kevin Trapp                |
| 1  | Costa Rica (bandiera) | P     | Keylor Navas               |
| 2  | Brasile (bandiera)    | D     | Thiago Silva (capitano)    |
| 3  | Francia (bandiera)    | D     | Presnel Kimpembe           |
| 4  | Germania (bandiera)   | D     | Thilo Kehrer               |
| 5  | Brasile (bandiera)    | D     | Marquinhos (vice capitano) |
| 6  | Italia (bandiera)     | C     | Marco Verratti             |
| 7  | Francia (bandiera)    | A     | Kylian Mbappé              |
| 8  | Argentina (bandiera)  | C     | Leandro Paredes            |
| 9  | Uruguay (bandiera)    | A     | Edinson Cavani             |
| 10 | Brasile (bandiera)    | A     | Neymar                     |
| 11 | Argentina (bandiera)  | A     | Ángel Di María             |
| 12 | Belgio (bandiera)     | D     | Thomas Meunier             |
| 14 | Spagna (bandiera)     | D     | Juan Bernat                |
| 16 | Francia (bandiera)    | P     | Alphonse Areola            |
| 16 | Spagna (bandiera)     | P     | Sergio Rico                |
| 17 | Camerun (bandiera)    | A     | Eric Maxim Choupo-Moting   |

| N. |                        | Ruolo | Calciatore     |
| -- | ---------------------- | ----- | -------------- |
| 18 | Argentina (bandiera)   | A     | Mauro Icardi   |
| 19 | Spagna (bandiera)      | C     | Pablo Sarabia  |
| 20 | Francia (bandiera)     | D     | Layvin Kurzawa |
| 21 | Spagna (bandiera)      | C     | Ander Herrera  |
| 22 | Francia (bandiera)     | D     | Abdou Diallo   |
| 23 | Germania (bandiera)    | C     | Julian Draxler |
| 25 | Paesi Bassi (bandiera) | D     | Mitchel Bakker |
| 27 | Senegal (bandiera)     | C     | Idrissa Gueye  |
| 29 | Spagna (bandiera)      | A     | Jesé           |
| 30 | Polonia (bandiera)     | P     | Marcin Bułka   |
| 31 | Francia (bandiera)     | D     | Colin Dagba    |
| 32 | Francia (bandiera)     | C     | Adil Aouchiche |
| 33 | Francia (bandiera)     | D     | Tanguy Nianzou |
| 34 | Francia (bandiera)     | D     | Stanley Nsoki  |
| 36 | Francia (bandiera)     | D     | Loïc Mbe Soh   |
| 37 | Francia (bandiera)     | D     | Arthur Zagre   |
| 40 | Francia (bandiera)     | P     | Rémy Descamps  |

## Calciomercato

### Sessione estiva(dall'11/06 al 31/08)
| Acquisti         | Acquisti       | Acquisti              | Acquisti                    |
| R.               | Nome           | da                    | Modalità                    |
| ---------------- | -------------- | --------------------- | --------------------------- |
| P                | Marcin Bułka   |                       | svincolato                  |
| P                | Rémy Descamps  | Clermont Foot         | fine prestito               |
| P                | Keylor Navas   | Real Madrid           | definitivo (15 milioni €)   |
| P                | Sergio Rico    | Siviglia              | prestito                    |
| P                | Kevin Trapp    | Eintracht Francoforte | fine prestito               |
| D                | Mitchel Bakker |                       | svincolato                  |
| D                | Abdou Diallo   | Borussia Dortmund     | definitivo (32+2 milioni €) |
| C                | Idrissa Gueye  | Everton               | definitivo (32 milioni €)   |
| C                | Ander Herrera  |                       | svincolato                  |
| C                | Pablo Sarabia  | Siviglia              | definitivo (20 milioni €)   |
| A                | Mauro Icardi   | Inter                 | prestito                    |
| A                | Jesé           | Real Betis            | fine prestito               |
| A                | Timothy Weah   | Celtic                | fine prestito               |
| Altre operazioni |                |                       |                             |
| R.               | Nome           | da                    | Modalità                    |
| P                | Denis Franchi  |                       | svincolato                  |
| D                | Kévin Rimane   | Istria 1961           | fine prestito               |
| C                | Xavi Simons    |                       | svincolato                  |
| C                | Hussayn Touati |                       | svincolato                  |
| A                | Samuel Essende | Eupen                 | fine prestito               |
| A                | Gaëtan Robail  | Valenciennes          | fine prestito               |

| Cessioni         | Cessioni              | Cessioni              | Cessioni                             |
| R.               | Nome                  | a                     | Modalità                             |
| ---------------- | --------------------- | --------------------- | ------------------------------------ |
| P                | Alphonse Areola       | Real Madrid           | prestito                             |
| P                | Gianluigi Buffon      |                       | svincolato                           |
| P                | Rémy Descamps         | Charleroi             | definitivo                           |
| P                | Kevin Trapp           | Eintracht Francoforte | definitivo (7 milioni €)             |
| D                | Dani Alves            |                       | svincolato                           |
| D                | Stanley Nsoki         | Nizza                 | definitivo (12 milioni €)            |
| D                | Arthur Zagre          | Monaco                | definitivo (10 milioni €)            |
| C                | Grzegorz Krychowiak   | Lokomotiv Mosca       | riscatto cartellino (12,5 milioni €) |
| C                | Giovani Lo Celso      | Real Betis            | riscatto cartellino (22 milioni €)   |
| C                | Christopher Nkunku    | RB Lipsia             | definitivo (13 milioni €)            |
| C                | Adrien Rabiot         |                       | svincolato                           |
| A                | Moussa Diaby          | Bayer Leverkusen      | definitivo (15 milioni €)            |
| A                | Jesé                  | Sporting Lisbona      | prestito                             |
| A                | Timothy Weah          | Lilla                 | definitivo (10 milioni €)            |
| Altre operazioni |                       |                       |                                      |
| R.               | Nome                  | a                     | Modalità                             |
| P                | Thomas Chesneau       |                       | svincolato                           |
| P                | Will-Césaire Matimbou |                       | svincolato                           |
| P                | Sébastien Cibois      |                       | svincolato                           |
| P                | Trey Vimalin          |                       | svincolato                           |
| D                | Niel Curtis Fiawoo    |                       | svincolato                           |
| D                | Alec Georgen          |                       | svincolato                           |
| D                | Arnaud Luzayadio      | Orléans               | definitivo                           |
| D                | Raphaël Nya           | Wolverhampton         | definitivo                           |
| D                | Levi Opdam            |                       | svincolato                           |
| D                | Kévin Rimane          | Hermannstadt          | definitivo                           |
| D                | Romaric Yapi          | Brighton              | definitivo                           |
| C                | Éric Ebimbe           | Le Havre              | prestito                             |
| C                | Nathan Epaillard      |                       | svincolato                           |
| C                | Sabri Haddadou        |                       | svincolato                           |
| C                | Abdoulaye Konaté      |                       | svincolato                           |
| C                | Idriss Mzaouiyani     |                       | svincolato                           |
| C                | Azzeddine Toufiqui    | Caen                  | definitivo (250.000 €)               |
| C                | Abdallah Yaisien      |                       | svincolato                           |
| A                | Tanguy Coulibaly      |                       | svincolato                           |
| A                | Samuel Essende        | Avranches             | definitivo                           |
| A                | Metehan Güclü         | Rennes                | definitivo                           |
| A                | Virgiliu Postolachi   |                       | svincolato                           |
| A                | Ruben Providence      | Roma                  | definitivo                           |
| A                | Gaëtan Robail         | Lens                  | definitivo (1 milione €)             |
| A                | Cawdy Williams        |                       | svincolato                           |

### Sessione invernale(dal 01/01 al 31/01)
| Acquisti         | Acquisti         | Acquisti         | Acquisti         |
| R.               | Nome             | da               | Modalità         |
| Altre operazioni | Altre operazioni | Altre operazioni | Altre operazioni |
| R.               | Nome             | da               | Modalità         |
| ---------------- | ---------------- | ---------------- | ---------------- |

| Cessioni         | Cessioni         | Cessioni         | Cessioni         |
| R.               | Nome             | a                | Modalità         |
| Altre operazioni | Altre operazioni | Altre operazioni | Altre operazioni |
| R.               | Nome             | a                | Modalità         |
| ---------------- | ---------------- | ---------------- | ---------------- |
| D                | Moussa Sissako   | Standard Liegi   | prestito         |

## Risultati

### Ligue 1

#### Girone d'andata
| Arbitro: | Turpin |

|                                           |           |  |
| Cavani 24’ (rig.) Mbappé 56’ Di María 69’ | Marcatori |  |

| Arbitro: | Gautier |

|                            |           |            |
| Niang 44’ Del Castillo 48’ | Marcatori | 36’ Cavani |

| Arbitro: | Brisard |

|                                                            |           |  |
| Choupo-Moting 50’, 75’ Gonçalves 54’ (aut.) Marquinhos 83’ | Marcatori |  |

| Arbitro: | Schneider |

|  |           |                                       |
|  | Marcatori | 11’ (rig.) Di María 43’ Choupo-Moting |

| Arbitro: | Delerue |

|              |           |  |
| Neymar 90+2’ | Marcatori |  |

| Arbitro: | Buquet |

|  |           |            |
|  | Marcatori | 88’ Neymar |

| Arbitro: | Letexier |

|  |           |                      |
|  | Marcatori | 29’ Kamara 90+4’ Dia |

| Arbitro: | Brisard |

|  |           |            |
|  | Marcatori | 70’ Neymar |

| Arbitro: | Delajod |

|                                             |           |  |
| Sarabia 13’ Icardi 37’ Gueye 59’ Neymar 90’ | Marcatori |  |

| Arbitro: | Letexier |

|            |           |                                           |
| Ganago 67’ | Marcatori | 15’, 21’ Di María 88’ Mbappé 90+2’ Icardi |

| Arbitro: | Bastien |

|                                 |           |  |
| Icardi 10’, 26’ Mbappé 32’, 44’ | Marcatori |  |

| Arbitro: | Buquet |

|                         |           |            |
| Chouiar 45+6’ Cádiz 47’ | Marcatori | 19’ Mbappé |

| Arbitro: | Lesage |

|              |           |                         |
| Grandsir 72’ | Marcatori | 39’ Di María 85’ Icardi |

| Arbitro: | Delajod |

|                         |           |  |
| Icardi 17’ Di María 31’ | Marcatori |  |

| Arbitro: | Letexier |

|              |           |                                                   |
| Bakayoko 87’ | Marcatori | 24’, 90+1’ Mbappé 45+2’ (rig.) Neymar 72’ Sarabia |

| Arbitro: | Delerue |

|                              |           |  |
| Mbappé 52’ Neymar 85’ (rig.) | Marcatori |  |

| Arbitro: | Gautier |

|                    |           |                                  |
| Paredes 41’ (aut.) | Marcatori | 74’ Neymar 76’ Mbappé 81’ Icardi |

| Arbitro: | Buquet |

|  |           |                                       |
|  | Marcatori | 10’ Neymar 43’, 89’ Mbappé 72’ Icardi |

| Arbitro: | Wattellier |

|                                       |           |             |
| Mbappé 10’, 65’ Neymar 47’ Icardi 84’ | Marcatori | 70’ Mendoza |

#### Girone di ritorno
| Arbitro: | Gautier |

|                                              |           |                                              |
| Neymar 3’, 42’ (rig.) Ballo-Touré 24’ (aut.) | Marcatori | 7’ Gelson Martins 13’ Ben Yedder 70’ Slimani |

| Arbitro: | Delerue |

|  |           |                        |
|  | Marcatori | 28’, 52’ (rig.) Neymar |

| Arbitro: | Brisard |

|                                                                  |           |  |
| Sarabia 8’ Di María 41’ Congré 44’ (aut.) Mbappé 57’ Kurzawa 65’ | Marcatori |  |

| Arbitro: | Schneider |

|           |           |                       |
| Simon 68’ | Marcatori | 29’ Icardi 57’ Kehrer |

| Arbitro: | Turpin |

|                                                      |           |                         |
| Di María 22’ Mbappé 38’ Marçal 47’ (aut.) Cavani 79’ | Marcatori | 52’ Terrier 59’ Dembélé |

| Arbitro: | Ben El Hadj |

|                                           |           |                                           |
| Guirassy 5’, 90+3’ Kakuta 29’ Diabaté 40’ | Marcatori | 45+1’ Herrera 60’, 65’ Nianzou 74’ Icardi |

| Arbitro: | Delajod |

|                                             |           |                                  |
| Cavani 25’ Marquinhos 45+3’, 63’ Mbappé 69’ | Marcatori | 18’ Hwang 45+6’ Castro 83’ Pardo |

| Arbitro: | Abed |

|                                         |           |  |
| Sarabia 3’ Mbappé 74’, 90+2’ Icardi 77’ | Marcatori |  |

| Strasburgo 28ª giornata | Strasburgo | – | Paris Saint-Germain | Stadio della Meinau |

| Parigi 29ª giornata | Paris Saint-Germain | – | Nizza | Parco dei Principi |

| Marsiglia 30ª giornata | Olympique Marsiglia | – | Paris Saint-Germain | Stadio Vélodrome |

| Parigi 31ª giornata | Paris Saint-Germain | – | Metz | Parco dei Principi |

| Angers 32ª giornata | Angers | – | Paris Saint-Germain | Stadio Raymond Kopa |

| Parigi 33ª giornata | Paris Saint-Germain | – | Saint-Étienne | Parco dei Principi |

| Reims 34ª giornata | Stade Reims | – | Paris Saint-Germain | Stadio Auguste Delaune |

| Parigi 35ª giornata | Paris Saint-Germain | – | Brest | Parco dei Principi |

| Tolosa 36ª giornata | Tolosa | – | Paris Saint-Germain | Stadium Municipal |

| Parigi 37ª giornata | Paris Saint-Germain | – | Rennes | Parco dei Principi |

| Nîmes 38ª giornata | Nîmes | – | Paris Saint-Germain | Stade des Costières |

### Coppa di Francia

#### Fase a eliminazione diretta
| Arbitro: | Schneider |

|  |           |                                                                  |
|  | Marcatori | 30’ Aouchiche 41’, 60’ Cavani 63’, 69’ Sarabia 87’ Choupo-Moting |

| Arbitro: | Abed |

|  |           |             |
|  | Marcatori | 80’ Sarabia |

| Arbitro: | Batta |

|  |           |                         |
|  | Marcatori | 25’ Paredes 53’ Sarabia |

| Arbitro: | Bastien |

|             |           |                                                                                      |
| Chouiar 13’ | Marcatori | 1’ (aut.) Lautoa 44’ Mbappé 50’ Thiago Silva 56’, 90+2’ Sarabia 86’ (aut.) Coulibaly |

| Arbitro: | Buquet |

|             |           |                                                      |
| Terrier 11’ | Marcatori | 14’, 70’, 90+3’ Mbappé 64’ (rig.) Neymar 82’ Sarabia |

| Arbitro: | Delerue |

|            |           |  |
| Neymar 14’ | Marcatori |  |

### Coupe de la Ligue

#### Fase a eliminazione diretta
| Arbitro: | Ben El Hadj |

|             |           |                                                       |
| Manzala 53’ | Marcatori | 21’ Sarabia 40’ Choupo-Moting 41’ Mbappé 47’ Di María |

| Arbitro: | Turpin |

|                                                             |           |            |
| Icardi 3’, 49’, 57’ Neymar 39’ Moulin 44’ (aut.) Mbappé 67’ | Marcatori | 71’ Cabaye |

| Arbitro: | Lesage |

|  |           |                                            |
|  | Marcatori | 9’ Marquinhos 31’ (aut.) Konan 77’ Nianzou |

| Arbitro: | Brisard |

|                                                  |                      |                                                          |
| Di María Verratti Paredes Herrera Neymar Sarabia | Tiri di rigore 6 – 5 | Andersen Toko Ekambi Caqueret Thiago Mendes Aouar Traoré |

### Champions League

#### Fase a gironi
| Arbitro: | Taylor |

|                                 |           |  |
| Di María 14’, 33’ Meunier 90+1’ | Marcatori |  |

| Arbitro: | Marciniak |

|  |           |            |
|  | Marcatori | 52’ Icardi |

| Arbitro: | Siebert |

|  |           |                                     |
|  | Marcatori | 7’, 63’ Icardi 61’, 79’, 83’ Mbappé |

| Arbitro: | Madden |

|           |           |  |
| Icardi 2’ | Marcatori |  |

| Arbitro: | Soares Dias |

|                  |           |                        |
| Benzema 17’, 79’ | Marcatori | 81’ Mbappé 83’ Sarabia |

| Arbitro: | Kovács |

|                                                                |           |  |
| Icardi 32’ Sarabia 35’ Neymar 46’ Mbappé 63’ Cavani 84’ (rig.) | Marcatori |  |

#### Fase a eliminazione diretta
| Arbitro: | Mateu Lahoz |

|                 |           |            |
| Håland 69’, 77’ | Marcatori | 75’ Neymar |

| Arbitro: | Taylor |

|                         |           |  |
| Neymar 28’ Bernat 45+1’ | Marcatori |  |

| Arbitro: | Taylor |

|             |           |                                    |
| Pašalić 27’ | Marcatori | 90’ Marquinhos 90+3’ Choupo-Moting |

| Arbitro: | Kuipers |

|  |           |                                        |
|  | Marcatori | 13’ Marquinhos 42’ Di María 56’ Bernat |

| Arbitro: | Orsato |

|  |           |           |
|  | Marcatori | 59’ Coman |

### Trophée des champions
| Arbitro: | Bastien |

|                         |           |           |
| Mbappé 57’ Di María 73’ | Marcatori | 13’ Hunou |

## Statistiche

### Statistiche di squadra
| Competizione          | Punti | In casa | In casa | In casa | In casa | In casa | In casa | In trasferta | In trasferta | In trasferta | In trasferta | In trasferta | In trasferta | Totale | Totale | Totale | Totale | Totale | Totale | DR   |
| Competizione          | Punti | G       | V       | N       | P       | Gf      | Gs      | G            | V            | N            | P            | Gf           | Gs           | G      | V      | N      | P      | Gf     | Gs     | DR   |
| --------------------- | ----- | ------- | ------- | ------- | ------- | ------- | ------- | ------------ | ------------ | ------------ | ------------ | ------------ | ------------ | ------ | ------ | ------ | ------ | ------ | ------ | ---- |
| Ligue 1               | 68    | 14      | 12      | 1       | 1       | 44      | 11      | 13           | 10           | 1            | 2            | 31           | 13           | 27     | 22     | 2      | 3      | 75     | 24     | +51  |
| Coupe de France       | -     | -       | -       | -       | -       | -       | -       | 5            | 5            | 0            | 0            | 20           | 2            | 6      | 6      | 0      | 0      | 21     | 2      | +19  |
| Coupe de la Ligue     | -     | 1       | 1       | 0       | 0       | 6       | 1       | 2            | 2            | 0            | 0            | 7            | 1            | 4      | 3      | 1      | 0      | 13     | 2      | +11  |
| Champions League      | -     | 4       | 4       | 0       | 0       | 11      | 0       | 4            | 2            | 1            | 1            | 9            | 4            | 11     | 8      | 1      | 2      | 25     | 6      | +19  |
| Trophée des champions | -     | -       | -       | -       | -       | -       | -       | -            | -            | -            | -            | -            | -            | 1      | 1      | 0      | 0      | 2      | 1      | +1   |
| Totale                | -     | 19      | 17      | 1       | 1       | 61      | 12      | 24           | 19           | 2            | 3            | 67           | 20           | 49     | 40     | 4      | 5      | 136    | 35     | +101 |

### Andamento in campionato
| Giornata  | 1 | 2 | 3 | 4 | 5 | 6 | 7 | 8 | 9 | 10 | 11 | 12 | 13 | 14 | 15 | 16 | 17 | 18 | 19 | 20 | 21 | 22 | 23 | 24 | 25 | 26 | 27 | 28     | 29     | 30     | 31     | 32     | 33     | 34     | 35     | 36     | 37     | 38     |
| --------- | - | - | - | - | - | - | - | - | - | -- | -- | -- | -- | -- | -- | -- | -- | -- | -- | -- | -- | -- | -- | -- | -- | -- | -- | ------ | ------ | ------ | ------ | ------ | ------ | ------ | ------ | ------ | ------ | ------ |
| Luogo     | C | T | C | T | C | T | C | T | C | T  | C  | T  | T  | C  | T  | C  | T  | T  | C  | C  | T  | C  | T  | C  | T  | C  | C  | T      | C      | T      | C      | T      | C      | T      | C      | T      | C      | T      |
| Risultato | V | P | V | V | V | V | P | V | V | V  | V  | P  | V  | V  | V  | V  | V  | V  | V  | N  | V  | V  | V  | V  | N  | V  | V  | [ 91 ] | [ 91 ] | [ 91 ] | [ 91 ] | [ 91 ] | [ 91 ] | [ 91 ] | [ 91 ] | [ 91 ] | [ 91 ] | [ 91 ] |
| Posizione | 2 | 8 | 3 | 1 | 1 | 1 | 1 | 1 | 1 | 1  | 1  | 1  | 1  | 1  | 1  | 1  | 1  | 1  | 1  | 1  | 1  | 1  | 1  | 1  | 1  | 1  | 1  | 1      | 1      | 1      | 1      | 1      | 1      | 1      | 1      | 1      | 1      | 1      |

Fonte:  Evoluzione classifica Ligue 1 19/20, su transfermarkt.it, Transfermarkt.
Legenda:

Luogo: C = Casa; T = Trasferta. Risultato: V = Vittoria; N = Pareggio; P = Sconfitta.

### Statistiche dei giocatori
| Giocatore        | Ligue 1  | Ligue 1 | Ligue 1     | Ligue 1    | Coppa di Francia Coupe de la Ligue | Coppa di Francia Coupe de la Ligue | Coppa di Francia Coupe de la Ligue | Coppa di Francia Coupe de la Ligue | Champions League | Champions League | Champions League | Champions League | Trophée des Champions | Trophée des Champions | Trophée des Champions | Trophée des Champions | Totale   | Totale | Totale      | Totale     |
| Giocatore        | Presenze | Reti    | Ammonizioni | Espulsioni | Presenze                           | Reti                               | Ammonizioni                        | Espulsioni                         | Presenze         | Reti             | Ammonizioni      | Espulsioni       | Presenze              | Reti                  | Ammonizioni           | Espulsioni            | Presenze | Reti   | Ammonizioni | Espulsioni |
| ---------------- | -------- | ------- | ----------- | ---------- | ---------------------------------- | ---------------------------------- | ---------------------------------- | ---------------------------------- | ---------------- | ---------------- | ---------------- | ---------------- | --------------------- | --------------------- | --------------------- | --------------------- | -------- | ------ | ----------- | ---------- |
| A. Aouchiche     | 1        | 0       | 0           | 0          | 2+0                                | 1+0                                | 0                                  | 0                                  | -                | -                | -                | -                | -                     | -                     | -                     | -                     | 3        | 1      | 0           | 0          |
| A. Areola        | 3        | -2      | 0           | 0          | -                                  | -                                  | -                                  | -                                  | -                | -                | -                | -                | 1                     | -1                    | 0                     | 0                     | 4        | -3     | 0           | 0          |
| M. Bakker        | 1        | 0       | 1           | 0          | 3+1                                | 0                                  | 1+0                                | 0                                  | -                | -                | -                | -                | -                     | -                     | -                     | -                     | 5        | 0      | 2           | 0          |
| J. Bernat        | 18       | 0       | 5           | 0          | 2+1                                | 0                                  | 0                                  | 0                                  | 10               | 2                | 3                | 0                | 1                     | 0                     | 1                     | 0                     | 32       | 2      | 9           | 0          |
| M. Bulka         | 1        | -0      | 0           | 0          | 0                                  | -0                                 | 0                                  | 0                                  | -                | -                | -                | -                | -                     | -                     | -                     | -                     | 1        | -0     | 0           | 0          |
| E. Cavani        | 14       | 4       | 2           | 0          | 3+1                                | 2+0                                | 0                                  | 0                                  | 3                | 1                | 0                | 0                | 1                     | 0                     | 0                     | 0                     | 22       | 7      | 2           | 0          |
| E. Choupo-Moting | 9        | 3       | 0           | 0          | 3+2                                | 1+1                                | 0                                  | 0                                  | 6                | 1                | 1                | 0                | -                     | -                     | -                     | -                     | 20       | 6      | 1           | 0          |
| C. Dagba         | 10       | 0       | 1           | 0          | 4+1                                | 0                                  | 0                                  | 0                                  | 1                | 0                | 0                | 0                | 0                     | 0                     | 0                     | 0                     | 16       | 0      | 1           | 0          |
| R. Descamps      | -        | -       | -           | -          | -                                  | -                                  | -                                  | -                                  | -                | -                | -                | -                | -                     | -                     | -                     | -                     | -        | -      | -           | -          |
| A. Diallo        | 16       | 0       | 4           | 0          | 1+2                                | 0                                  | 0                                  | 0                                  | 3                | 0                | 0                | 0                | 1                     | 0                     | 0                     | 0                     | 23       | 0      | 4           | 0          |
| A. Di María      | 26       | 8       | 2           | 0          | 2+3                                | 0+1                                | 0+1                                | 0                                  | 9                | 3                | 3                | 0                | 1                     | 1                     | 1                     | 0                     | 41       | 13     | 7           | 0          |
| J. Draxler       | 11       | 0       | 5           | 0          | 4+2                                | 0                                  | 0+1                                | 0                                  | 5                | 0                | 0                | 0                | -                     | -                     | -                     | -                     | 22       | 0      | 6           | 0          |
| I. Gueye         | 20       | 1       | 2           | 0          | 5+2                                | 0                                  | 0                                  | 0                                  | 7                | 0                | 1                | 0                | -                     | -                     | -                     | -                     | 34       | 1      | 3           | 0          |
| A. Herrera       | 8        | 1       | 0           | 0          | 4+3                                | 0                                  | 0+1                                | 0                                  | 6                | 0                | 2                | 0                | 1                     | 0                     | 0                     | 0                     | 22       | 1      | 3           | 0          |
| M. Icardi        | 20       | 12      | 0           | 0          | 4+3                                | 0+3                                | 0                                  | 0                                  | 7                | 5                | 1                | 0                | -                     | -                     | -                     | -                     | 34       | 20     | 1           | 0          |
| Jesé             | 1        | 0       | 0           | 0          | -                                  | -                                  | -                                  | -                                  | -                | -                | -                | -                | -                     | -                     | -                     | -                     | 1        | 0      | 0           | 0          |
| T. Kehrer        | 7        | 1       | 0           | 0          | 5+3                                | 0                                  | 0                                  | 0                                  | 5                | 0                | 0                | 0                | 1                     | 0                     | 0                     | 0                     | 21       | 1      | 0           | 0          |
| P. Kimpembe      | 16       | 0       | 6           | 0          | 0+2                                | 0                                  | 0                                  | 0                                  | 10               | 0                | 1                | 0                | -                     | -                     | -                     | -                     | 28       | 0      | 7           | 0          |
| T. Nianzou       | 6        | 2       | 1           | 0          | 3+2                                | 0+1                                | 0+1                                | 0                                  | 2                | 0                | 0                | 0                | -                     | -                     | -                     | -                     | 13       | 3      | 2           | 0          |
| L. Kurzawa       | 14       | 1       | 4           | 0          | 5+2                                | 0                                  | 1+0                                | 0                                  | 4                | 0                | 2                | 0                | 0                     | 0                     | 0                     | 0                     | 25       | 1      | 7           | 0          |
| Marquinhos       | 19       | 3       | 1           | 0          | 2+4                                | 0+1                                | 1+1                                | 0                                  | 11               | 2                | 1                | 0                | 1                     | 0                     | 0                     | 0                     | 37       | 6      | 4           | 0          |
| K. Mbappé        | 20       | 18      | 0           | 0          | 3+3                                | 4+2                                | 1+1                                | 0                                  | 10               | 5                | 1                | 0                | 1                     | 1                     | 1                     | 0                     | 37       | 30     | 4           | 0          |
| L. Mbe Soh       | 1        | 0       | 0           | 0          | 0                                  | 0                                  | 0                                  | 0                                  | -                | -                | -                | -                | -                     | -                     | -                     | -                     | 1        | 0      | 0           | 0          |
| T. Meunier       | 16       | 0       | 3           | 0          | 3+2                                | 0                                  | 1+0                                | 0                                  | 5                | 1                | 3                | 0                | 1                     | 0                     | 1                     | 0                     | 27       | 1      | 8           | 0          |
| K. Navas         | 21       | -18     | 0           | 0          | 3+2                                | -2                                 | 0                                  | 0                                  | 9                | -6               | 1                | 0                | -                     | -                     | -                     | -                     | 35       | -26    | 1           | 0          |
| Neymar           | 15       | 13      | 4           | 1          | 2+3                                | 2+1                                | 1+0                                | 0                                  | 7                | 3                | 3                | 0                | -                     | -                     | -                     | -                     | 27       | 19     | 8           | 1          |
| K. Nsoki         | -        | -       | -           | -          | -                                  | -                                  | -                                  | -                                  | -                | -                | -                | -                | -                     | -                     | -                     | -                     | -        | -      | -           | -          |
| L. Paredes       | 17       | 0       | 2           | 0          | 5+4                                | 1+0                                | 3+1                                | 0                                  | 6                | 0                | 2                | 0                | 1                     | 0                     | 0                     | 0                     | 33       | 1      | 8           | 0          |
| P. Sarabia       | 21       | 4       | 1           | 0          | 6+3                                | 7+1                                | 0                                  | 0                                  | 9                | 2                | 0                | 0                | 1                     | 0                     | 1                     | 0                     | 40       | 14     | 2           | 0          |
| Sergio Rico      | 2        | -4      | 0           | 0          | 3+2                                | -2                                 | 0                                  | 0                                  | 3                | -0               | 0                | 0                | -                     | -                     | -                     | -                     | 10       | -6     | 0           | 0          |
| Thiago Silva     | 21       | 0       | 1           | 0          | 3+1                                | 1+0                                | 0+1                                | 0                                  | 9                | 0                | 2                | 0                | 1                     | 0                     | 0                     | 0                     | 35       | 1      | 4           | 0          |
| K. Trapp         | -        | -       | -           | -          | -                                  | -                                  | -                                  | -                                  | -                | -                | -                | -                | 0                     | -0                    | 0                     | 0                     | 0        | -0     | 0           | 0          |
| M. Verratti      | 20       | 0       | 6           | 0          | 3+4                                | 0                                  | 1+2                                | 0                                  | 9                | 0                | 3                | 0                | 1                     | 0                     | 0                     | 0                     | 37       | 0      | 12          | 0          |
| A. Zagre         | 1        | 0       | 0           | 0          | -                                  | -                                  | -                                  | -                                  | -                | -                | -                | -                | 0                     | 0                     | 0                     | 0                     | 1        | 0      | 0           | 0          |